# Bendegúz Bolla
Bendegúz Bolla (Székesfehérvár, 22 de noviembre de 1999) es un futbolista húngaro que juega en la demarcación de defensa para el SK Rapid Viena de la Bundesliga.

## Selección nacional
Tras jugar con la selección de fútbol sub-18 de Hungría, la sub-19 y la sub-21, finalmente debutó con la selección de fútbol de Hungría el 4 de junio de 2021. Lo hizo en un partido amistoso contra Chipre que finalizó con un resultado de 1-0 a favor del combinado húngaro tras el gol de András Schäfer.

### Participaciones en Eurocopas
| Copa          | Sede     | Resultado    | Partidos | Goles |
| ------------- | -------- | ------------ | -------- | ----- |
| Eurocopa 2020 | Europa   | Primera fase | 0        | 0     |
| Eurocopa 2024 | Alemania | Primera fase | 3        | 0     |

## Clubes
| Club                      | País    | Año       | Partidos | Goles |
| ------------------------- | ------- | --------- | -------- | ----- |
| Videoton F. C.            | Hungría | 2017-2018 | 2        | 0     |
| BFC Siófok (cedido)       | Hungría | 2018-2019 | 18       | 3     |
| Zalaegerszegi TE (cedido) | Hungría | 2019-2020 | 44       | 1     |
| Fehérvár FC               | Hungría | 2020-2021 | 38       | 1     |
| Grasshoppers (cedido)     | Suiza   | 2021-2023 | 66       | 6     |
| Servette F. C. (cedido)   | Suiza   | 2023-2024 | 45       | 5     |
| SK Rapid Viena            | Austria | 2024-     | 46       | 3     |

## Palmarés

### Campeonatos nacionales
| Título               | Club             | País    | Año  |
| -------------------- | ---------------- | ------- | ---- |
| Nemzeti Bajnokság I  | Videoton F. C.   | Hungría | 2018 |
| Nemzeti Bajnokság II | Zalaegerszegi TE | Hungría | 2019 |
| Copa de Suiza        | Servette F. C.   | Suiza   | 2024 |